# Борсов брокер
Борсов брокер е търговски посредник. Борсовите брокери извършват търговия и регистрират устното съгласие на брокерите на купувача и продавача да сключат сделка.

## Лицензиране на борсовите брокери

### САЩ
В САЩ борсовите брокери са лицензирани от U.S. Securities and Exchange Commission и Financial Industry Regulatory Authority. Също така брокерските фирми се подчиняват на правила за местна юрисдикция, които могат да се променят във всеки щат по различен начин. Общо за всички щати на Съединените щати е отказът на лиценз на брокерска фирма, която предоставя CFD търговия с ливъридж. Това единство се дължи на факта, че 76% от сметките на инвеститорите на дребно губят пари при търгуване на CFD.

### Обединеното Кралство
Във Великобритания борсовите брокери трябва да преминат обучение, за да бъдат признати от Financial Conduct Authority. Лицензът на брокера може да бъде проверен в Financial Services Register.

### Франция
След приемането на Закона за модернизиране на финансовата дейност от 1996 борсовите брокери са заменени от инвестиционни компании.